# Way of the Samurai
Way of the Samurai (侍, Samurai) est un jeu vidéo d'action-aventure développé par Acquire et édité par Spike, sorti en 2002 sur PlayStation 2 et PlayStation Portable.

## Système de jeu
L'histoire se déroule au Japon pendant l'ère Meiji, dans les derniers jours de l'ère des samouraïs.
Le joueur incarne un samouraï arrivant au col de Rokkotsu, lieu où trois factions rivales se disputent le pouvoir. La venue de ce guerrier va modifier le cours du conflit.
Le joueur dispose d'une grande liberté dans ses actions, chacune influant sur l'histoire. Le jeu se termine assez vite (entre une et trois heures), mais l'intérêt du jeu réside aussi dans les multiples fins possibles, en fonction des choix effectués par le joueur.

## Les personnages

### Les villageois de la gare
Ils subissent les mauvais traitements infligés par les samouraïs de la famille Kurou, sans pouvoir se défendre.

### Le clan Akadama
Clan de samouraïs formé un mois avant votre arrivée, dont le but est de restaurer l'ordre des Samouraïs. Ils rivalisent avec la famille Kurou. Leur chef est le dénommé Kitcho.

### La famille Kurou
La famille Kurou est une puissante famille de samouraïs qui contrôle la région du col de Rokkotsu et qui espère retrouver sa splendeur d'antan en traitant avec le Gouvernement Meiji. Ils veulent expulser les gens de la gare et sont les principaux rivaux du clan Akadama.

### Le gouvernement Meiji
Le but du gouvernement est de prendre le contrôle du col de Rokkotsu, de massacrer les membres du clan Akadama, de la famille Kurou (affaiblis par leurs affrontements perpétuels) et expulser les villageois.
Ils veulent anéantir tous les samourais du col pour les remplacer par leur milice qui est informée par un traitre.

## Accueil
- Jeux vidéo Magazine : 15/20[1]